# Anton Norris
Anton Norris (Erskine Anton Norris; * 7. Januar 1940) ist ein ehemaliger barbadischer Hochspringer.
1962 gewann er Silber bei den Zentralamerika- und Karibikspielen und Bronze bei den British Empire and Commonwealth Games in Perth mit 2,03 m.
Im Jahr darauf folgte eine Bronzemedaille bei den Panamerikanischen Spielen 1963 in São Paulo mit 2,04 m.
1966 holte er erneut Silber bei den Zentralamerika- und Karibikspielen. Bei den British Empire and Commonwealth Games in Kingston gewann er Bronze im Hochsprung mit 2,00 m und kam im Dreisprung auf den 17. Platz.
1963 spielte er in einer First-Class-Cricket-Partie für Barbados.